# Qualité sanitaire de la nourriture
La qualité sanitaire de la nourriture est l'ensemble des propriétés et des caractéristiques d'un produit alimentaire qui lui confère des garanties de salubrité et de sécurité. En anglais, il y a deux acceptions food quality et food safety.
Depuis la fin du XIXe siècle, l'industrie agroalimentaire s'est beaucoup modifiée. Alors qu'à une époque chaque agriculteur procédait à l'abattage, la découpe et la vente de ses productions, aujourd'hui, dans les pays industrialisés, la majorité des aliments commercialisés « prêt à consommer » passe par une chaîne de transformation très élaborée. Cette manipulation grandissante apporte son lot de risques pour la salubrité de l'aliment.
Plusieurs facteurs peuvent être contrôlés pour préserver la qualité sanitaire d'un produit. Ces domaines sont applicables autant en milieu industriel, dans les restaurants que chez le consommateur même,.

## Main d'œuvre
L'hygiène personnelle des employés est un facteur primordial pour que l'aliment demeure salubre. Le lavage des mains, par exemple, ou de bons réflexes lors de coupures ou de maladies.

## Milieu
Lors de la manipulation d'un produit, l'environnement autour doit être propre et propice à le rester. La vermine ou les insectes ne doivent pas pouvoir avoir accès aux aires de transformation ou d'entreposage. La condensation au plafond (phénomène fréquent dans l'industrie) ne doit pas tomber sur les aliments.

## Matériel
La conception du matériel et des équipements doit être hygiénique. Cela passe par le choix des matériaux (inoxydable, ...) , mais également par l'accessibilité du matériel (facilité de nettoyage) afin d'éviter la prolifération de bactéries. 

## Méthodes
Le réchauffement et le refroidissement, par exemple, doivent se faire dans les délais appropriés : refroidir à +10 °C à cœur en moins de deux heures, et remonter en température à +63 °C à cœur en moins d'une heure. La décongélation d'un aliment doit se faire selon les méthodes qui empêche la prolifération de microorganismes.

## Matière (l'aliment lui-même)
Pour s'assurer qu'un aliment est de bonne qualité du point de vue de la salubrité, la question doit se poser à savoir s'il contenait avant même sa manipulation des agents néfastes pour la santé du consommateur. Par exemple, hormones ou antibiotiques, insecticides, herbicides, etc.